# Tajamares del Mapocho

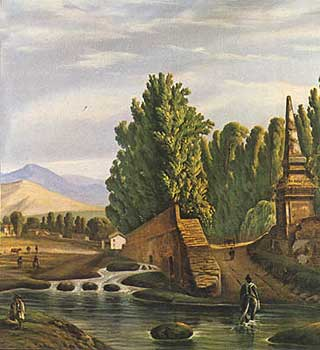
«Los tajamares del Mapocho», óleo de Giovatto Molinelli (1855).

Tajamares del Mapocho es el nombre que recibieron los diques (muros de contención de las aguas) levantados durante la época indiana para encauzar las aguas del río Mapocho en la ciudad de Santiago, Chile.
Los tajamares fueron construidos en distintos períodos del siglo XVIII y comienzos del siglo XIX, principalmente de piedra y ladrillo. Desde la fundación de la ciudad, los constantes desbordes del río Mapocho destruyeron parte de la naciente urbe. En esa época, el río se dividía en dos ramas a la altura de la actual Plaza Baquedano; mientras el río principal seguía el curso actual, un brazo conocido como "La Cañada" recorría el sector de la actual Alameda hasta el sector del Barrio Brasil. La pequeña ciudad de Santiago quedaba así completamente rodeada por ambos brazos del río.

## Historia

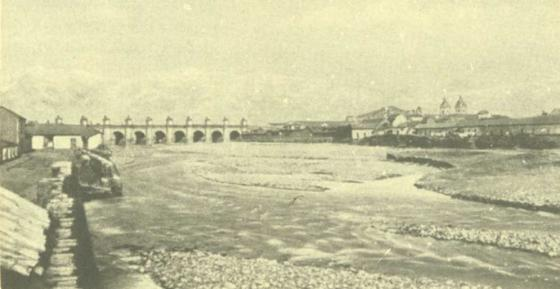
Vista del río Mapocho y el Puente de Calicanto.

Ya en 1610, el cabildo encomendó la construcción de "cabrias" de madera y piedra para detener el avance de las aguas; sin embargo, sólo en 1700 comenzaría la construcción de tajamares propiamente tales. Los primeros tajamares serían ampliados en 1726 y en 1749 serían reemplazados por defensas de piedra, mas en 1749 serían completamente destruidas por una gigantesca inundación.
El corregidor Luis Manuel de Zañartu se propuso la construcción tanto de los tajamares definitivos como del Puente de Calicanto sobre el Mapocho. Para ello utilizó a cientos de presos comunes a través de trabajos forzados. Aunque el puente fue inaugurado, los tajamares no lograron resistir una nueva inundación en 1783.

### Los tajamares definitivos

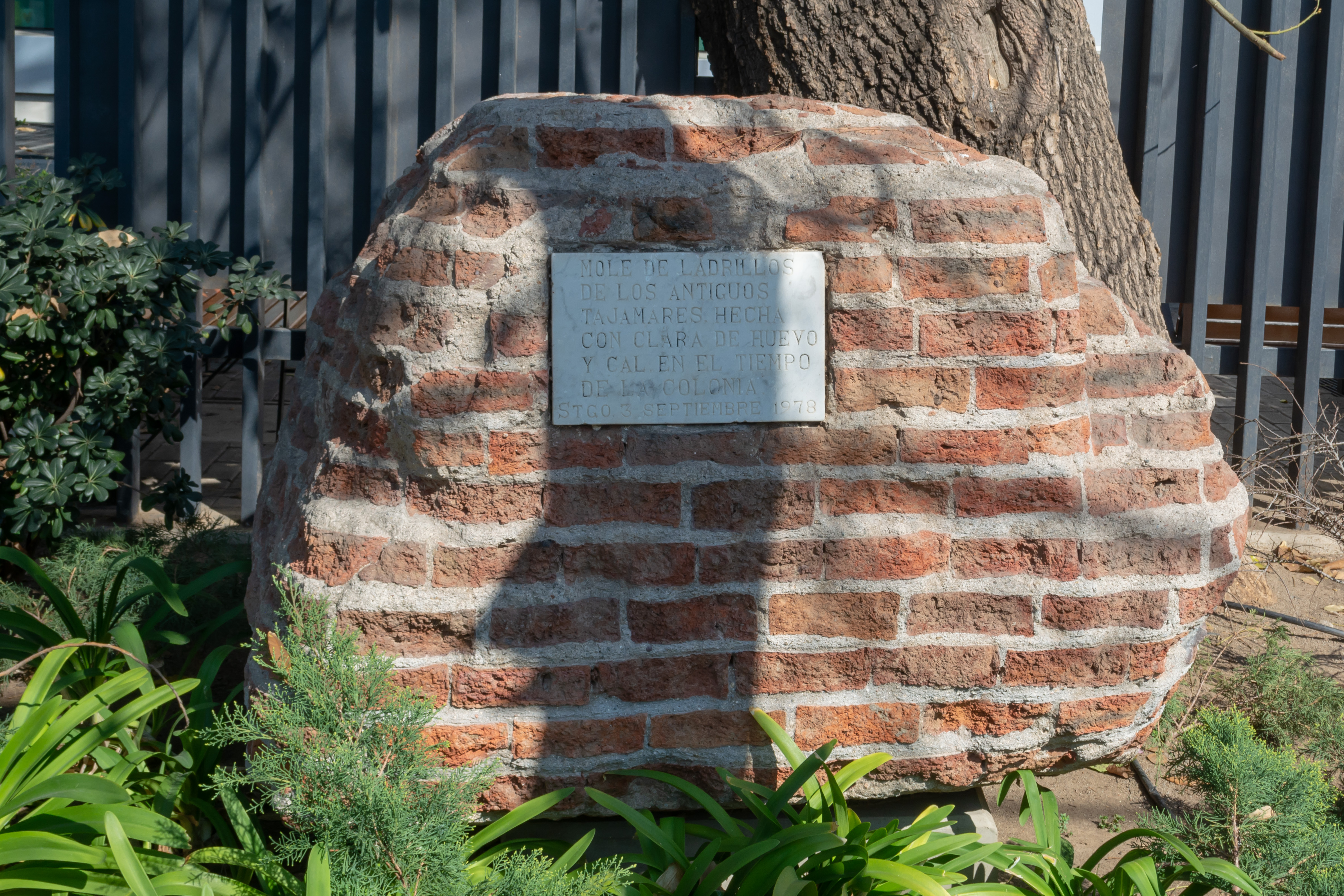
Restos de los tajamares en Providencia.

Los tajamares se volvieron una prioridad para el gobierno. El gobernador Ambrosio de Benavides encomendó dicha tarea al arquitecto Joaquín Toesca. El italiano Toesca ordenó la construcción inmediata de unos tajamares provisorios de madera. 
En 1788 asumió como gobernador, don Ambrosio O'Higgins, quien fue uno de los principales organizadores de la construcción de los tajamares. O'Higgins dejó a Manuel de Salas como superintendente de la obra, que sería diseñada por el ingeniero Leandro Baradán. Toesca inició la ejecución de las obras basándose en sus planos en 1792 junto a los ingenieros Pedro Rico y Agustín Caballero, quien asumiría el mando en 1799 tras la muerte de Toesca. En 1803, Caballero fue reemplazado por Ignacio Santa María y en 1808 serían terminadas finalmente las obras.

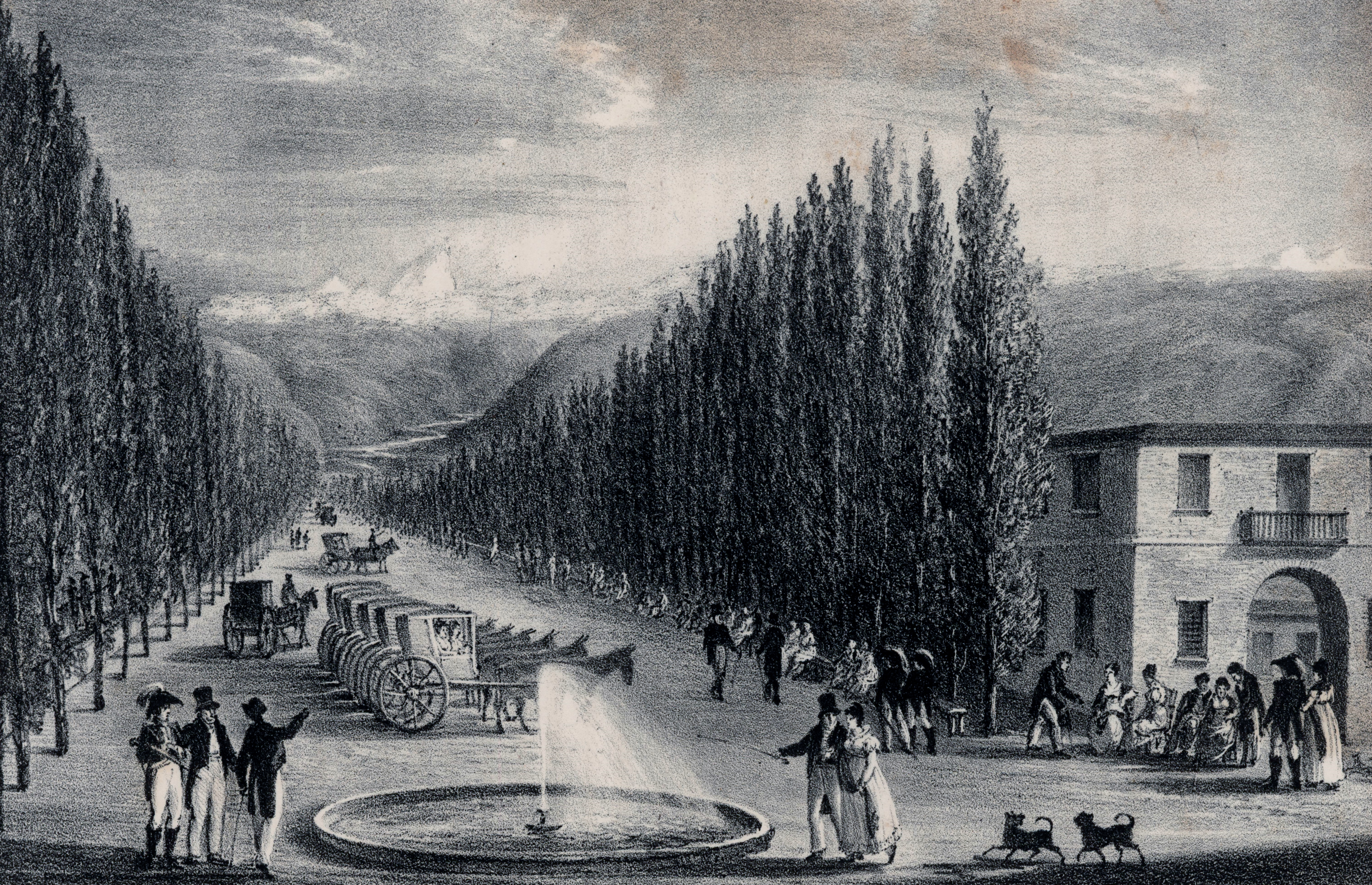
Alameda paralela a los tajamares. Dibujo de Schmidtmeyer, litografía de Aglio, 1824.

Los tajamares se extendían originalmente desde la casa del conde de Villa Alegre (en la actual calle Condell, en la comuna de Providencia) hasta el puente de Calicanto, por el poniente con una longitud total de 33 cuadras. Debido al gran costo y a las dificultades que presentó su construcción, los tajamares del Mapocho son considerados junto al Puente de Calicanto como las dos principales obras de ingeniería durante el periodo indiano en Chile y como una de las principales obras de ingeniería hidráulica en la Hispanoamérica, junto con la construcción del canal San Carlos y el desagüe del lago de Texcoco, en Nueva España.

### Fin de los tajamares
Con el paso de los años, sin embargo, los tajamares dejaron de ser importantes para la ciudad. Entre 1888 y 1891, el río fue canalizado y para ello parte de los tajamares debieron ser demolidos. Otros trozos quedaron cubiertos, por ejemplo, debido a la construcción del Parque Forestal.
A fines del siglo XX, diversos trabajos urbanos permitieron la reaparición de los tajamares, especialmente debido a la construcción de las primeras líneas del Metro de Santiago. Hacia 1978 fueron encontrados algunos restos cerca de la estación Salvador, donde fue construido un museo subterráneo. Hechos similares ocurrieron con la construcción de las estaciones Puente Cal y Canto y Bellas Artes, así como de la Autopista Central.